# (39665) 1995 WU6
(39665) 1995 WU6 là một tiểu hành tinh nằm ở rìa trong của vành đai chính. Nó được phát hiện bởi Seiji Ueda và Hiroshi Kaneda ở Kushiro, Hokkaidō, Nhật Bản, ngày 16 tháng 11 năm 1995.